# Hansoka-make
Hansoka-make is een term uit het Japans die in judowedstrijden wordt gebruikt om aan te geven dat een judoka gediskwalificeerd is.
Indien een Judoka deze straf krijgt, betekent dit net zoveel als dat zijn tegenstander een Ippon toebedeeld krijgt. Deze hoogste straf kan op twee manieren verkregen worden, door een ophoping van klein straffen (de derde Shido) of een directe Hansoka-make welke uitsluitend wordt gegeven bij zware overtredingen (bijvoorbeeld bijten of schoppen). In het geval van een directe Hansoka-make is de judoka in kwestie vrijwel altijd ook meteen geschorst voor de rest van het toernooi.